# 凯芬罗德
凯芬罗德是德国黑森州的一个市镇。总面积30.66平方公里，总人口2809人，其中男性1407人，女性1402人（2011年12月31日），人口密度92人/平方公里。